# 日本三舞台
日本三舞台（にほんさんぶたい）は、舞楽を奉納するための舞台が備えられている、四天王寺（大阪府大阪市天王寺区）の石舞台、住吉大社（大阪府大阪市住吉区）の石舞台、厳島神社（別名: 平舞台、高舞台）（広島県廿日市市）の板舞台からなる3つの歴史ある社寺に備えられた舞台のことをいう。

## 一覧
- 四天王寺（大阪府大阪市天王寺区）の石舞台 - 亀の池のところに位置し、国の重要指定文化遺産に登録されている[5][6]。
- 住吉大社（大阪府大阪市住吉区）の石舞台 - 慶長年間に豊臣秀頼によって奉納された地で、日本の重要文化財に指定されている[7]
- 厳島神社（別名: 平舞台、高舞台）（広島県廿日市市）の板舞台 - 能の舞台としても使用されており、国宝に登録されている[8][9]。